# John Furla
John C. Furla (Tripoli, 15 agosto 1870 – Saint Louis, 31 maggio 1938) è stato un maratoneta statunitense di origine greca.
Nato in Grecia, Furla si trasferì a Chicago nel 1893 e divenne cittadino americano nel 1898. Partecipò alla maratona ai Giochi olimpici di Saint Louis 1904, dove ottenne il tredicesimo posto.